# Charles Le Franc d'Étréchy
Charles Le Franc d'Étréchy est un architecte français, né à Paris vers 1715, et mort à Paris, en 1762.

## Biographie
Pour Michel Gallet, deux architectes ont porté le même nom et exercé à Paris sous le règne de Louis XV. Le premier a participé au concours du grand prix d'architecture de l'Académie royale d'architecture en 1732, le second a construit l'hôtel de Montbast, rue du Temple, en 1746. Pour Henry Lemonnier, Le Franc d'Étrechy ayant participé au grand prix en 1732 est le même que celui qui a été reçu académicien.
Il a participé au grand prix de l'Académie royale d'Architecture en 1732 et 1733.
Sa carrière est mieux connue à partir de 1742 quand il construit un immeuble pour le collège d'Harcourt, sur le tracé actuel du boulevard Saint-Michel. En 1749, grâce à l'appui de M. Jacques Bernard Chauvelin de Beauséjour, intendant de Picardie, il a été nommé architecte de la ville d'Amiens.
Il est promu directement architecte de la 2e classe de l'Académie royale d'architecture le 10 décembre 1755 par le roi parmi les trois postes supplémentaires, confirmé par lettres patentes en juin 1756. Il est alors désigné comme architecte du roi.
En 1755, il fait deux expertises sur des travaux dirigés par lui pour Denis La Live d'Épinay, mari de Madame d'Épinay, au château de La Chevrette. Jean-Jacques Rousseau indique que des travaux sont faits dans le château à l'été 1754. Il a été accueilli au château par Madame d'Épinay dans une maison qu'elle avait faite construire.
Le Franc d'Étrechy a été l'architecte du duc de Chevreuse après la mort de son père, le duc de Luynes (mort le 2 décembre 1758). Il fait alors des modifications dans l'hôtel de Luynes (démoli), rue Saint-Dominique, dans le salon de compagnie et la chambre à coucher. Les travaux ne sont pas encore terminés à sa mort.
Son décès est annoncé au cours de la réunion de l'Académie d'architecture du 9 août 1762.